# Катерина Сенявська
Катажина (Катери́на) Сеня́вська (до шлюбу — Ко́стка; пол. Katarzyna Sieniawska; 1576, Ярослав — останні дні грудня 1647) — представниця польської шляхти. Родовий герб — Домброва.

## Біографія
Наймолодша донька власників Ярослава — королівського секретаря, сандомирського воєводи Яна Костки та його дружини Зофії Одровонж, доньки руського, подільського воєводи Станіслава Одровонжа.
Одружилася з Адамом Геронімом Сенявським (1576–1619, яворівський староста). 4 липня 1594 року, після поділу спадку батька, в Перемишлі внесла в «дім Сенявських», крім частини Ярослава, села та міста Сатанів, Тарноруда, Курівка, Бубнівка, Постолівка, Солом(я)не, Рачинці (Настасівка), Липівці (Липівка), Турчинці, Борщівці (Борщівка), Черняківці; також Зіньків із навколишніми селами Мажник, Заньковець, Янчинець, Бузиковець, Охрімівці, Зеянець, Глушковець, Бебех, Пархомівці — так званий «Зіньківський ключ»), Дибків над Сяном (пізніше Сєнява). 1606 року сестра Анна викупила другу половину Ярослава. Після смерті чоловіка 1619 року стала опкункою синів, маєтків Сенявських, зокрема: «Бережанського ключа» (Бережани, Лапшин, Лісники, Гинівці, Конюхи, Саранчуки, Адамівка), також Дрищова, Жукова; Сенявським, Олешицьким, Тарнорудським, Сатанівським, Зіньківським, Меджибозьким «ключами», маєтками в Перемиській землі. На сеймі 1631 року розглядалась справа поділу спадку Миколая Вольського, яку виграла в його нащадків, заволоділа, зокрема, Яксманицею в Перемиській землі. Проживала головно у Бережанах.
У подружжя Сенявських було трьоє синів: Миколай (ратненський староста; близько 1598 — 17 квітня 1636), Александер (близько 1599–1621), Прокоп (близько 1602–1626). К. Сенявська пережила чоловіка та усіх синів. Усі четверо були поховані в каплиці-костелі св. Трійці Бережанського замку, коштом К. Сенявської всім їм було встановлено пам'ятники. 1920 року саркофаги А. Г. Сенявського та трьох його синів Миколая, Прокопа й Олександера вивезли до Вавельського замку, де вони перебувають донині.
1641 року як власниця Сатанова піднесла містечко до статусу міста та, зі згоди польського короля Владислава IV Вази, надала поселенню (вдруге) магдебурзьке право. Собі вона обумовила право призначати війта (міського начальника) та право остаточно розв'язувати всі судові справи громади. За цю «дуже сумнівну автономію» (так її охарактеризовано у виданні «Парафії та церкви Подільської єпархії», 1901) власниця поклала на міщан обов'язок будувати та тримати справними міські укріплення, також забезпечувати їх артилерією та бойовими припасами . Надала кошти для костелу (збудований її та сестри коштом) та шпиталю (фундований нею) в місті.
1642 року надала гроші для костелу Внебовзяття Пресвятої Діви Марії у Теребовли.
Після закінчення Яґеллонського університету (Краків) у Бережанах, в маєтку графині Катажини Сенявської проживав письменник, священик, педагог, культурно-освітній діяч Ґаватович Якуб (Ґават). 1646 року приїхала на похорон Станіслава Конєцполського для допомоги вдові Зофії.
Поховальна церемонія відбулась 7 січня 1648 року в Бережанах, мав промову кармеліт Анджей Кохановскі.